# Praia da Lagoinha
Praia da Lagoinha (Praia da Lagoinha da Ponta das Canas of Praia da Lagoinha do Norte) is een strand in het uiterste noorden van het eiland Santa Catarina. Het is gelegen in de wijk Cachoeira do Bom Jesus van de gemeente Florianópolis in het zuiden van Brazilië. Het strand is ongeveer 900 meter lang.
Ondanks het feit dat het strand in het noorden van het eiland ligt, krijg het meestal niet zoveel zwemmers als de stranden Canasvieiras en Jurerê, aangezien deze stranden meer toegankelijker zijn.